# الشوبة (الجميمة)

تعديل مصدري - تعديل

الشوبة هي إحدى قرى عزلة ظهاى بمديرية الجميمة التابعة لمحافظة حجة، بلغ تعداد سكانها 340 نسمة حسب تعداد اليمن لعام 2004.